# Calidad de los resultados analíticos
La calidad de las mediciones realizadas en la química y otras áreas es un tema importante en el mundo actual, ya que las mediciones influyen en la calidad de vida, el comercio transfronterizo y el comercio. A este respecto, la norma EN ISO 17025 es la principal norma utilizada por los laboratorios de prueba y calibración para abordar adecuadamente los problemas relacionados con la gestión de la calidad. Mientras que el capítulo cuatro de la norma trata sobre los requisitos de gestión, el capítulo cinco describe los requisitos para la competencia técnica. Los problemas relacionados con la gestión se pueden encontrar en otras normas, por ejemplo, ISO 9000, sin embargo, los requisitos técnicos son específicos para los laboratorios de calibración y prueba. 

## Requerimientos técnicos
En cuanto a la competencia técnica, los siguientes temas son especialmente importantes: 
- muestreo
- trazabilidad del resultado de la medición
- validación del procedimiento de medición
- incertidumbre de medición
- participación en comparaciones interlaboratorios.
- control interno de calidad

Dado que es importante tener un enfoque armonizado a nivel mundial de los temas mencionados anteriormente, se han desarrollado diversos materiales de capacitación y enseñanza a nivel europeo, para apoyar la implementación, por ejemplo, por EURACHEM y por TrainMiC. 